# Кармрашен (Арагацотн)
Кармрашен (вірм. Կարմրաշեն) — село в марзі Арагацотн, на заході Вірменії. Село розташоване за 8 км на північний схід від міста Талін, за 2 км на південь від села Воскетас, за 5 км на схід від села Акунк, за 5 км на північ від села Єхнік та за 4 км на північний захід від села Шгаршік. У селі розташована церква Сурб Аствацацін 1865 р., руїни фортеці та численні хачкари.